# Папаз, Чарльз Грач
Чарльз Грач Папаз (арм. Չարլզ Հրաչ Փափազ, англ. Charles Herach Papas; 29 марта 1918, Трой, Нью-Йорк, США — 8 июля 2007) — выдающийся американский учёный-физик, профессор электротехники в Калифорнийском технологическом институте.  Внёс значительный вклад в область теории электромагнетизма. Известен также своим вкладом в микроволны, радиофизику, гравитационный электромагнетизм, астрофизику, направленные волны и дистанционное зондирование. Его книга «Теория распространения электромагнитных волн» является признанной классикой теории электромагнетизма. Научный руководитель многих учёных, таких как: физик, сотрудник НАСА, Рональд Погожельски, инженер-электрик НАСА Джапи ван Зил, физик Надер Энгета, геофизик Джерри Харрис и других.
Член Национальной академии наук США (1956), Болонской академии наук (1984), Американских физического и математического обществ, Института инженеров электротехники и электроники, иностранный член НАН РА.